# Dalum Idræts-Forening
Dalum Idræts-Forening (eller Dalum I.F.) er en dansk fodboldklub hjemmehørende i Odense-forstaden, Dalum. Klubben blev grundlagt den 28. juni 1931 og indgik fra sommeren 2006 en elite-overbygning med to andre fynske hold, B1909 og B 1913 under navnet FC Fyn. FC Fyn indstillede aktiviteterne den 31. januar 2013 at den indstillede alle aktiviteter med øjeblikkelig virkning.
Klubben er med over 1.300 medlemmer i 2023 den største fodboldklub på Fyn. Dalum I.F. var truet af lukning på grund af likviditetsproblemer i 2023, og forhøjede midlertidig medlemskontingentet med 155 kr. i de sidste tre måneder af året for at klare krisen.

## Kendte spillere
- Søren Berg
- Thomas Helveg
- Lars Jacobsen
- Martin Vingaard

## Ekstern kilde/henvisning
- Dalum IF's officielle hjemmeside

| Fodbold | Spire Denne artikel om en dansk fodboldklub er en spire som bør udbygges. Du er velkommen til at hjælpe Wikipedia ved at udvide den. |

55°21′56″N 10°22′24″Ø / 55.36567228°N 10.3734663°Ø